# Mišjak Veli
Koordinati:   43°40′17″N, 15°44′22″E
Mišjak Veli je nenaseljen otoček šibeniškega arhipelaga v srednji Dalmaciji.
Mišjak Veli leži okoli 1 km vzhodno od najjužnejšega rta otoka Kaprije. Površina otočka meri 0,349 km², dolžina obalnega pasu je 2,66 km. Najvišji vrh na otočku je visok 62 mnm.